# Großer Bärensee
Der Große Bärensee (englisch Great Bear Lake; französisch Grand lac de l’Ours; Slavey Sahtú) ist der größte See im Gebiet der Nordwest-Territorien in Kanada, der viertgrößte See in Nordamerika und damit der größte See Nordamerikas außerhalb des Gebietes der Großen Seen. Er liegt im Déline District der Sahtu Region.

## Lage
Der See erstreckt sich zu beiden Seiten des Polarkreises; seine Wasseroberfläche liegt auf einer Höhe von 156 m. Er hat eine Oberfläche von 31.153 km² und ein Gesamtvolumen von 2236 km³. Die durchschnittliche Tiefe beträgt 72 m; an der tiefsten Stelle im Ostteil (westlich von Port Radium) ist der See 446 m tief. Das bedeutet, der Seegrund befindet sich 290 m unter dem Meeresspiegel. Somit handelt es sich hier um eine Kryptodepression.
Der See ist weit verzweigt und lässt sich in mehrere so genannte Arme unterteilen. Dies sind im nördlichen Teil der Smith-Arm mit dem Whitefish River als Zufluss und östlich davon der Dease-Arm. Der Hauptteil des Sees besteht aus dem McTavish-Arm, der sich zwischen den Halbinseln Ehdacho (im Westen) und Sahoyúé (im Süden) sowie Port Radium im Osten erstreckt. Die beiden südlichen Arme sind der McVicar-Arm im Südosten und der Keith-Arm mit dem Großen Bärenfluss (Sahtúdé) als Abfluss, der in den Mackenzie River mündet. Die Seearme wurden benannt nach Angehörigen der Hudson’s Bay Company, die die Arktisexpeditionen von John Franklin in den Jahren 1819 bis 1822 begleitet hatten, und zwar nach Peter Warren Dease (1788–1863), Robert McVicar, John McTavish, Edward Smith sowie George und James Keith.
Das zur Gruppe der Dene zählende Volk der Sahtú ist nach dem See benannt. Die einzige größere Siedlung am Großen Bärensee ist Déline am Westufer des Sees. Das im Osten gelegene Port Radium war im 20. Jahrhundert als Umschlaghafen für die in der Nähe befindliche Uran- und Silberminen Eldorado und Echo Bay bedeutsam. Teile des geförderten Urans wurden während des Zweiten Weltkriegs für das Manhattan-Projekt, also den Bau der ersten Atombomben, verwendet. Nach der Einstellung des Bergbaubetriebs im Jahre 1982 wurde die Siedlung aber aufgegeben. Im Nordosten des Sees wurde im Jahr 1837 der Pelzhandelsposten Fort Confidence errichtet, der aber bereits um die Jahrhundertwende herum aufgegeben worden war und bis 1911 einem Feuer zum Opfer fiel.
Die in den See hineinragenden Halbinseln Ehdacho und Sahoyúé wurden am 22. September 1997 zur National Historic Sites of Canada erklärt.
Der See liegt im 2016 eingerichteten Biosphärenreservat von Tsá Tué.

## Galerie

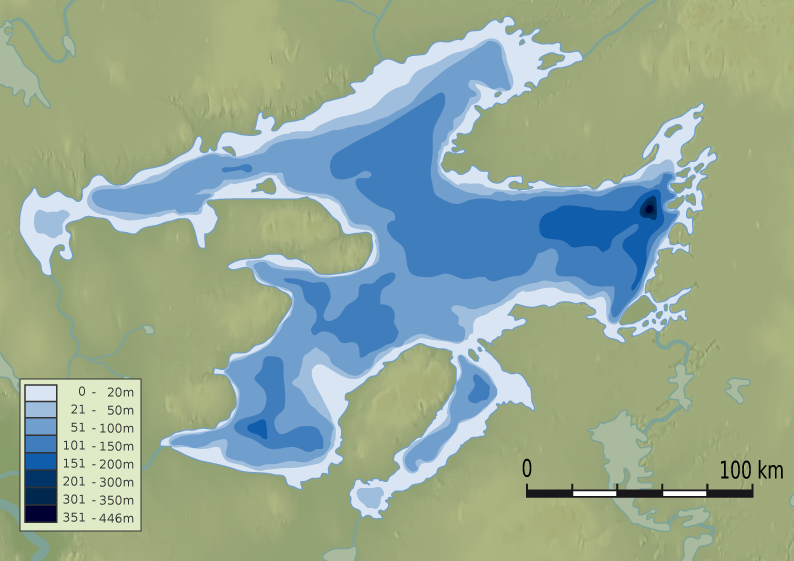
Bathymetrische Karte
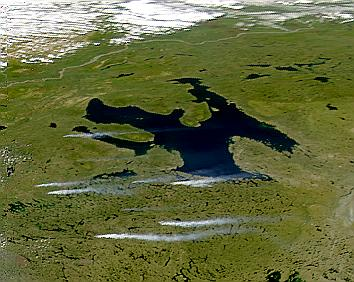
Satellitenbild mit Blickrichtung nach Nordwesten
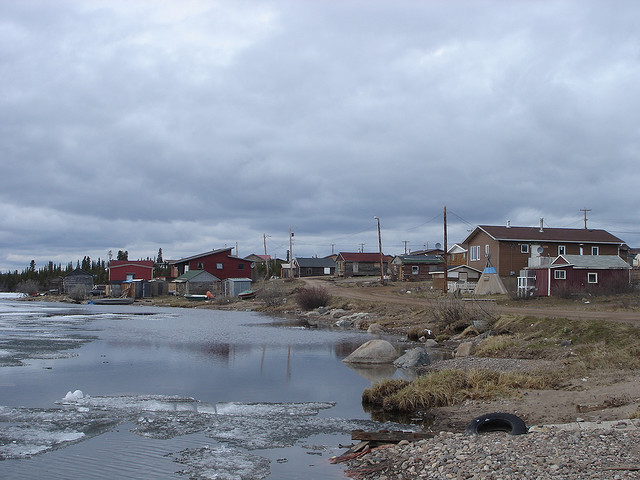
Déline am Seeufer im Mai 2006
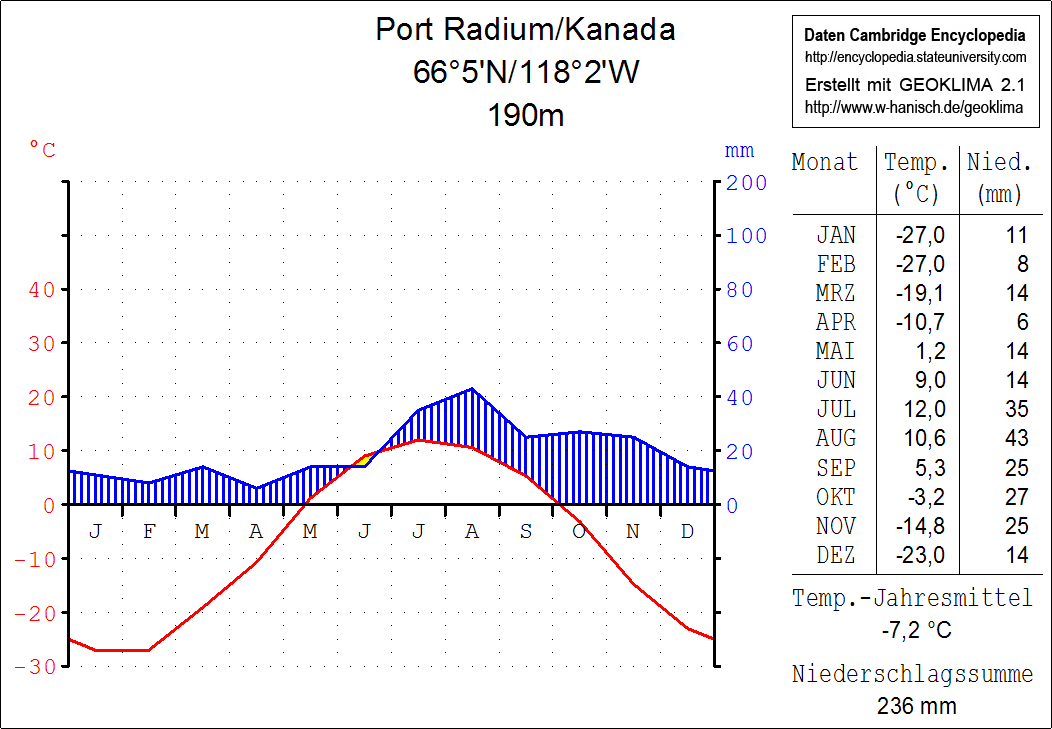
Klimadiagramm Port Radium am Großen Bärensee
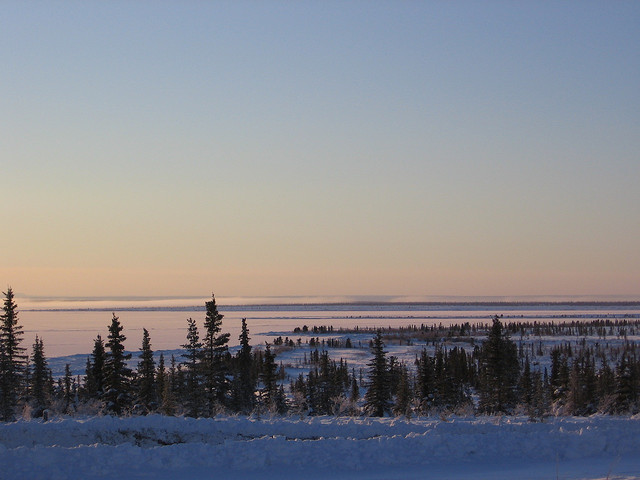
Zugefrorener See im November 2006
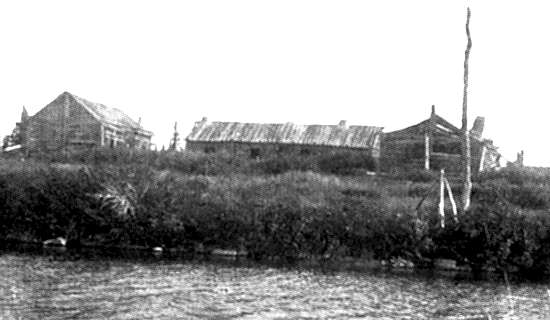
Fort Confidence im Jahre 1902
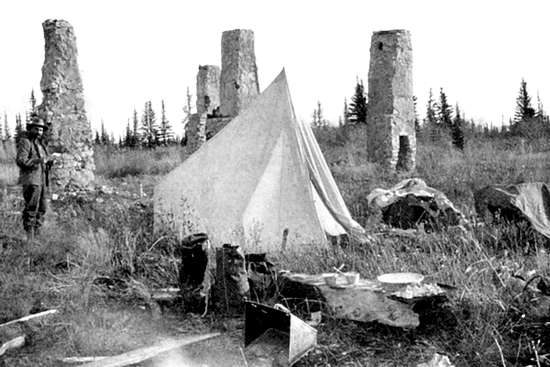
Ruinen von Fort Confidence, 1911
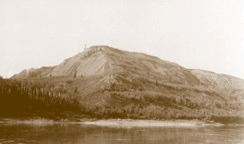
Der Grizzlybärenberg, ein den Sahtú Dené, die zu den Slavey gehören, heiliger Berg, vor 1936